# Husson
Husson är en kommun i departementet Manche i regionen Normandie i norra Frankrike. Kommunen ligger i kantonen Le Teilleul som tillhör arrondissementet Avranches. År 2018 hade Husson 171 invånare.

## Befolkningsutveckling
Antalet invånare i kommunen Husson
| Referens: INSEE |